# Первая Мексиканская империя
Первая Мексиканская империя, Мексиканская империя (исп. Imperio Mexicano) — официальное название Мексики в период с 21 июля 1821 года по 19 марта 1823 года. Включала в себя территорию бывшей Новой Испании и Гватемальского генерал-капитанства. Позже существовала Вторая Мексиканская империя.

## Предыстория
В 1807 году, вторгшись в пределы Испании, Наполеон I изгнал короля Фердинанда и посадил на испанский престол своего брата Жозефа. В Мексике сформировались два союза — либералы, стоявшие за наполеоновскую политику, и консерваторы, поддерживавшие Бурбонов. Обе партии сходились в одном — Мексика должна получить независимость.
Пользуясь неспособностью Испании проводить колониальную политику, испанский католический священник Мигель Идальго 16 сентября 1810 года в городке Долорес провозгласил независимость Мексики. Это положило начало длительной войне. Вскоре Мигель Идальго был схвачен врагами и казнён. На конгрессе в Чилпанчинго в 1813 году была торжественно принята Декларация независимости Северной Америки. В 1821 году была также подписана Декларация о независимости Мексики.
В войне за независимость выделялись такие люди, как Идальго, Висенте Герреро, Хосе Мария Морелос. Война длилась одиннадцать лет, пока освободительные войска не вошли в Мехико.

## Создание империи
15 сентября 1821 года была подписана Декларация независимости Мексики от Испании. Новый парламент Мексики желал установить тесные связи с бывшей метрополией, предполагая, что испанский король Фердинанд VII станет императором Мексики, но оба государства будут независимыми друг от друга. В случае отказа парламент хотел пригласить другого члена династии Бурбонов, но Фердинанд независимости колонии не признал. Тогда императором был провозглашен президент регентского совета Агустин Итурбиде.
Избранный император Агустин Итурбиде родился в 1783 году в семье испанского дворянина и креолки. В 1798 году вступил в испанскую армию. В 1820 году получил чин полковника. Во время войны подавлял мексиканские выступления. В 1819 году переметнулся в лагерь повстанцев, объявив в своём воззвании, что хочет видеть Мексику конституционной монархией. Число его приверженцев росло. В 1821 году он взял Мехико. Народ и гарнизон избрали его императором. Позже это было подкреплено парламентским решением. Это решение считалось временным, пока не найдётся какой-нибудь европейский принц.
Титул нового монарха звучал так: Por la Divina Providencia y por el Congreso de la Nación, primer emperador constitucional de Mexico («Божьим Провидением и волей Национального Конгресса, первый конституционный император Мексики»). 21 июля 1822 года состоялась коронация.

## Крушение империи
Часть конгресса постоянно критиковала действия Агустина. Командующий гарнизоном Веракруса, будущий президент Мексики Антонио Лопес де Санта-Анна поднял восстание против Итурбиде, и 1 декабря 1822 года объявил Мексику республикой. В это же время он вошел в сговор с генералом Гуадалупе Виктория с целью свержения режима.
Восстало несколько провинций, и везде за исключением Веракруса повстанцы были разбиты имперскими войсками. На сторону Санта-Анны перешёл генерал императорской армии Эчевери. Мятежники ездили по провинциям с призывом созвать всеобщий конгресс, и в большинстве мест этот план был поддержан. Большая часть населения страны встала за республиканский строй. У императора почти не осталось сторонников. Отрёкшись от престола, 19 марта 1823 года Агустин бежал из страны.

## Территория
После создания империи ею была аннексирована Центральная Америка. Помимо современной мексиканской территории в её состав входили территории нынешних штатов США — Калифорния, Нью-Мексико, Техас, Невада, Юта, Аризона; территории современных государств (вышедшие из состава Мексики после падения империи) — Белиз, Коста-Рика, Гондурас, Гватемала, Сальвадор, Никарагуа. Общая площадь страны составляла 4 925 283 км².
Мексиканская империя в 1823 году была 7-м государством в мире по площади (после Британской империи, Российской империи, Империи Цин, Соединенных Штатов Америки, Бразильской империи и Османской империи).